# Chaetophiloscia illyrica
Chaetophiloscia illyrica là một loài chân đều trong họ Philosciidae. Loài này được Verhoeff miêu tả khoa học năm 1901.